# Angerberg
Angerberg  är en ort och kommun i distriktet Kufstein i förbundslandet Tyrolen i Österrike.
Kommunen består av tre orter (Ortschaften) (inom parentes invånarantal 1 januari 2024):
- Achleit (452)
- Angerberg (1 246)
- Embach (283)